# 里斯多夫
里斯多夫（德語：Riesdorf，發音：[ˈʁiːsˌdɔʁf]）是德国萨克森-安哈尔特州安哈尔特-比特费尔德县曾经的一个市镇，面积4.63平方千米，2008人口为135人。2010年1月1日，里斯多夫与另外17个市镇合并为新市镇南安哈尔特。